# Ministerio de Salud (Azerbaiyán)
El Ministerio de la Salud de la República de Azerbaiyán (en azerbaiyano Azərbaycan Respublikasının Səhiyyə Nazirliyi) - es uno de los órganos ejecutivos de Azerbaiyán. El es responsable de la regulación del sistema de sanidad en Azerbaiyán. La República de Azerbaiyán es el miembro de UNICEF, OMS. El ministerio realiza los programas estatales en la esfera de la protección de salud y la asistencia médica.

## Historia
Por primera vez el Ministerio de salud de Azerbaiyán fue creado el 17 de junio de 1918 por la disposición del Consejo de los Ministros de la República Democrática de Azerbaiyán encabezada por Fatali khan Khoiski. Primer ministro de salud fue Khudadat Rafibekov, un cirujano experto azerbaiyano.
Después de la caída de la República Democrática de Azerbaiyán el ministerio fue sustituido el Comisariado.
En 1991 la independencia de la República de Azerbaiyán fue recuperada y el 16 de diciembre de 1992 fue establecida el Ministerio de salud de la República de Azerbaiyán.
Actualmente el Ministerio se funciona por el reglamento del Ministerio confirmado por la decisión del presidente de Azerbaiyán del 29 de diciembre de 1998.

## Funciones
- organización y regulación de sistema de salud,
- garantía de asistencia médica de la población;
- preparación y realización de los programas del Estado en la esfera adecuada;
- regulación del centro de las estaciones sanitarias y epidemiológicas;
- suministro de medicamentos;
- realización de profilaxis de enfermedades peligrosas;

## Estructura
La estructura del ministerio se consta de administración del Ministerio, Gestión principal de Salud de Bakú, Gestión principal de Salud de Ganyá, Gestión principal de Salud de Sumgayit.
Entre las instituciones científicas de investigación se existen institución de Profilaxis Médica, institución de enfermedades oculares, institución de hematología y transfiziología, institución de enfermedades pulmonares, institución de ginecología, institución de pediatría, institución de cardiología, institución de rehabilitación médica, institución de ortopedia, institución de medicina clínica, el centro nacional oncológico y el centro científico de artrología.

## Ministros de salud
1. Khudadat bek Rafibekov
2. Yevsey Gindes
3. Abraam Dastakyan
4. Musa bek Rafiyev
5. Aghahusein Kazimov
6. Mohsun Israfilbekov
7. Kubra Faradjova
8. Aziz Aliyev
9. Askar Ismailov
10. Makhmud Aliyev
11. Kubra Faradjova
12. Veli Akhundov
13. Boyuk Aghayev
14. Fakhri Vekilov
15. Ganifa Abdullayev
16. Talyat Kasumov
17. Ali Insanov
18. Ogtay Shiraliyev[4]
19. Teymur Musayev (Ministro Interino – Primer Viceministro)[5][6]